# 582 (číslo)
Pět set osmdesát dva je přirozené číslo. Následuje po čísle pět set osmdesát jedna a předchází číslu pět set osmdesát tři. Římskými číslicemi se zapisuje DLXXXII a řeckými číslicemi φπβ.

## Matematika
582 je:
- Abundantní číslo
- Složené číslo
- Nešťastné číslo

## Astronomie
- (582) Olympia je planetka hlavního pásu, kterou objevil v roce 1906 August Kopff

## Roky
- 582
- 582 př. n. l.